# Patricia Meunier-Lebouc
Patricia Meunier-Lebouc, née Meunier le 16 novembre 1972 à Dijon, est une golfeuse française. Passée professionnelle en 1994, elle joue tout d'abord sur le circuit européen terminant deux fois dans le top 10 à l'ordre du mérite en 1997 et 2000. Puis en 2001, elle rejoint le circuit LPGA Tour où son meilleur résultat est une victoire dans le tournoi majeur le Kraft Nabisco Championship 2003, première Française à s'imposer dans un majeur sur la LPGA depuis Catherine Lacoste en 1967. En parallèle sur le circuit américain, elle continue toutefois de jouer quelques tournois sur le circuit européen.

## Palmarès

### Victoires professionnelles
| N° | Date       | Circuit principal | Tournoi                                | Score           | Par  | Marge   | Finaliste                                |
| -- | ---------- | ----------------- | -------------------------------------- | --------------- | ---- | ------- | ---------------------------------------- |
| 1  | 04/09/1994 | LET               | Waterford Dairies Ladies' English Open | 288             |      | 2 coups | Marie-Laure de Lorenzi Corinne Dibnah    |
| 2  | 29/06/1997 | LET               | Guardian Irish Open                    | 284             |      | 1 coup  | Laura Navarro                            |
| 3  | 17/10/1998 | LET               | Air France Madame Open                 | 208             |      | 1 coup  | Maria Hjorth                             |
| 4  | 02/07/2000 | LET               | Open de France                         | 271             | -17  | 1 coup  | Raquel Carriedo-Tomás Åsa Gottmo         |
| 5  | 15/07/2000 | LET               | Austrian Ladies Open                   | 206             | - 10 | 1 coup  | Trish Johnson Lisa Hed Ana Belén Sánchez |
| 6  | 01/09/2002 | LPGA              | State Farm Classic                     | 64-67-72-67=270 | - 18 | 2 coups | Mi-Hyun Kim Se Ri Pak                    |
| 7  | 30/03/2003 | LPGA              | Kraft Nabisco Championship             | 70-68-70-73=281 | - 7  | 1 coup  | Annika Sörenstam                         |

### Compétitions par équipes
- 1997 Praia D'el Rey European Cup

### Solheim Cup
- représente l'Europe en 2000 et 2003